# Хаджие Хошьяр Кадын-эфенди
Хаджие́ Хошья́р Кады́н-эфе́нди (тур. Haciye Hoşyar Kadınefendi), также Хушья́р Кады́н-эфе́нди (тур. Huşyar Kadınefendi); ум. 1859, Стамбул, Османская империя) — жена османского султана Махмуда II, мать двоих его дочерей.

## Биография
Точное происхождение и дата рождения Хошьяр неизвестны. Недждет Сакаоглу пишет, что по мнению историка А. К. Мерама, она была дочерью араба и была похищена из Туниса. Однако Сакаоглу также пишет, что в документах медресе и мечети, построенных Хошьяр в память о дочери Михримах, она названа «Достопочтенной Хушьяр Кадын-эфенди, дочерью Абдуллы, сына Абдуррахмана», что может говорить о её неисламском происхождении. Когда и при каких обстоятельствах Хошьяр попала в столицу Османской империи неизвестно, однако документы медресе, построенного Хошьяр, сообщают, что она воспитывалась в доме Бейхан-султан, приходившейся родственницей Махмуду II. Мустафа Чагатай Улучай пишет, что Бейхан была дочерью султана Мустафы III от его второй жены Адильшах Кадын-эфенди. При этом, Мелек-ханым, мемуаристка и жена Кыбрыслы Мехмеда Эмина-паши, со слов самой Хошьяр сообщает, что девушка воспитывалась в доме Бехие-султан, сестры султана Махмуда.
История знакомства Хошьяр и султана Махмуда II (1785—1839) и первых дней пребывания девушки в султанском гареме записана со слов самой Хошьяр Мелек-ханым. Хошьяр, знавшая о том, что султан ни с одной женой не остаётся надолго, и предпочитая быть женой паши, нежели «госпожой в золотой клетке», старалась не попадаться на глаза Махмуду во время его редких визитов к сестре. Однако султан узнал о воспитаннице Бехие и пожелал встретиться с ней. Бехие дала большой приём в честь брата-султана, но воспитанницу заперла в её покоях, приставив к дверям охрану. Несмотря на протесты Бехие и все предосторожности, предпринятые ею, султан встретился с Хошьяр и потребовал отправить её в султанский гарем. Бехие сдалась, однако поставила условие: она любит Хошьяр как родную дочь и потому даст ей большое приданое и переправит в султанский гарем как знатную девушку. По словам Хошьяр, в течение десяти дней после её прибытия во дворец султан не оставлял её, однако затем они больше не виделись. Тем не менее, этого хватило, чтобы Хошьяр забеременела.
Быт Хошьяр в бытность её женой султана также описан в мемуарах Мелек-ханым: во время визита вторая жена Махмуда II принимала Мелек в покоях, богато украшенных кашемировыми занавесями, а сама восседала на подобии трона, обитого красным бархатом и расшитого бисером. Мелек-ханым отмечает, что Хошьяр показалась ей женщиной весьма образованной и высокодуховной, что, по словам Мелек, редко встречалось в турецких женщинах. По описанию Мелек, Хошьяр была высокой, длинноволосой и имела чрезвычайно светлую кожу.
В 1840 году, уже после смерти мужа, Хошьяр занялась благотворительностью: так, она отреставрировала разрушенный фонтан при мечети Хаджи Ахмеда-паши в районе Касымпаша; делалось это с позволения и при содействии султана Абдул-Меджида I, о чём свидетельствует оттиск тугры султана на фонтане. В 1844 году Хошьяр построила медресе в память о своей дочери Михримах и приёмной матери Бейхан. По словам Улучая, Хошьяр была в хороших отношениях с султаном Абдул-Меджидом I, который называл её своей «второй валиде».
Хаджие Хошьяр Кадын-эфенди скончалась в 1859 году в Стамбуле вскоре после возвращения из паломничества в Мекку.

## Потомство
Сакаоглу и Улучай сообщают, что Хошьяр стала матерью двоих дочерей Махмуда II — Михримах-султан (10 июня 1812 — 12 июля 1838) и Зейнеб-султан (18 апреля 1815 — февраль 1816); кроме того, на момент рождения Михримах Хошьяр носила титул второй жены султана. 20 апреля 1836 года единственная пережившая младенчество дочь Хошьяр, Михримах, была выдана замуж за капудана Бурсалы Мехмеда Саида-пашу (1805—1868). Брак Михримах был организован с подачи Хошьяр, которая уговорила супруга вернуть Саида-пашу из Бурсы. В начале июля по требованию матери беременная Михримах была перевезена во дворец в Мачке, где и скончалась через несколько дней после родов. Новорождённый внук Хошьяр также родов не пережил.
Мелек-ханым со слов Хошьяр описывает иную версию событий: Михримах была единственной дочерью Хошьяр, и когда пришло время выдать её замуж, Хошьяр показала дочери портреты нескольких пашей, чтобы Михримах сама выбрала свою судьбу.